# Silvia Chivás
Silvia Chivás Baró (Guantánamo, 10 de setembro de 1954) é uma ex-atleta cubana, especialista em corridas de velocidade, que obteve duas medalhas de bronze nos Jogos Olímpicos de Munique 1972.
Chivás tinha apenas 18 anos quando foi selecionada para os Jogos de Munique. Pouco antes, havia realizado em Dresden uma marca de 11.1 s, o que a colocava como uma das favoritas às medalhas olímpicas. Na final de 100 metros, conseguiu a medalha de bronze con uma marca de 11.24 s, sendo apenas batida pela alemã oriental Renate Stecher (que bateu o recorde mundial com 11.07 s) e pela australiana Raelene Boyle (11.23 s). Dias mais tarde, alcançava nova medalha de bronze, desta vez na estafeta 4 x 100 metros, onde o conjunto cubano só perdeu para os dois quartetos alemães.
Sorte diferente teve nos Jogos Olímpicos de Montreal 1972, onde não conseguiu a final de nenhuma das provas em que participou. No entanto, ao longo de toda a década de 1970, continuou a somar medalhas em competições internacionais como os Jogos Pan-Americanos, a Taça do Mundo, os Jogos Centro-Americanos e do Caribe ou as Universíadas.

## Melhores marcas pessoais
| Prova      | Data                 | Local               | Marca |
| ---------- | -------------------- | ------------------- | ----- |
| 100 metros | 20 de agosto de 1977 | Sófia, Bulgária     | 11.16 |
| 200 metros | 10 de agosto de 1977 | Guadalajara, México | 22.85 |